# Storting
Storting (norw. Stortinget) – jednoizbowy parlament Królestwa Norwegii. Najwyższy organ władzy politycznej w Norwegii, ma władzę ustawodawczą oraz sprawuje kontrolę nad rządem. Wybierany co 4 lata, liczy 169 posłów (do 2005 r. – 165). W ciągu trwania kadencji Storting nie może zostać rozwiązany. Storting jest jednoizbowy. Jednak do 2009 r. na pierwszym posiedzeniu posłowie dzielili się na dwie grupy, pracujące nad projektami ustaw osobno. Były to Lagting (1/4 posłów) oraz Odelsting (3/4 posłów). Podział izby na dwie części został zniesiony 20 lutego 2007. Mandaty przydzielane są według systemu proporcjonalnego.

## Historia
Storting po raz pierwszy został powołany w roku 1814, na mocy konstytucji z Eidsvoll, która proklamowała niepodległość Norwegii. Początkowo wybory odbywały się przy dużym cenzusie majątkowym, jednak już w 1833 roku chłopi norwescy zdołali zapewnić sobie w nim większość na kilka lat. Wpływ na to miał przywódca chłopski Ole Gabriel Ueland. Od 1898 posłów do norweskiego parlamentu wybiera się w głosowaniu powszechnym. W 1937 została wprowadzona 4-letnia kadencja parlamentu.

## Obecny skład Stortingu
Ostatnie wybory do Stortingu zostały przeprowadzone w Norwegii 13 września 2021. Do parlamentu weszło 10 partii. Partie Arbeiderparteit oraz Senterpartiet, utworzyły rząd mniejszościowy. Łącznie zdobyły 76 mandatów i tym samym utworzyły pierwszy Rząd Jonasa Gahra Større.
| Partia                                                                    | Głosy % | M-ca |
| ------------------------------------------------------------------------- | ------- | ---- |
| Norweska Partia Pracy (Arbeiderpartiet – Ap)                              | 26.3    | 48   |
| Norweska Partia Konserwatywna (Høyre – H)                                 | 20,4    | 36   |
| Norweska Partia Centrum (Senterpartiet – SP)                              | 13,5    | 28   |
| Partia Postępu (Fremskrittspartiet – Frp)                                 | 11.6    | 21   |
| Norweska Socjalistyczna Partia Lewicy (Sosialistisk Venstreparti – SV)    | 7,6     | 13   |
| Partia Czerwonych (Rødt) Norweska Partia Lewicy (Venstre – V)             | 4.7     | 8    |
| Norweska Partia Lewicy (Venstre – V)                                      | 4.6     | 8    |
| Partia Zielonych (Miljøpartiet de Grønne – Mdg)                           | 3.9     | 3    |
| Chrześcijańsko-Demokratyczna Partia Norwegii (Kristelig Folkeparti – KrF) | 3,8     | 3    |
| Pasientfokus                                                              | 0,3     | 1    |
| Razem                                                                     | 100     | 169  |